# Gran Mesquita de Tars
La Gran Mesquita de Tars (turc: Tarsus Ulu Cami) és una mesquita de la ciutat de Tars, a la província de Mersin, Turquia.

## Geografia
La mesquita es troba al bell mig de Tars, al barri de Camii Nur. És la mesquita més gran de la ciutat. És molt a prop de l'església de Sant Pau.

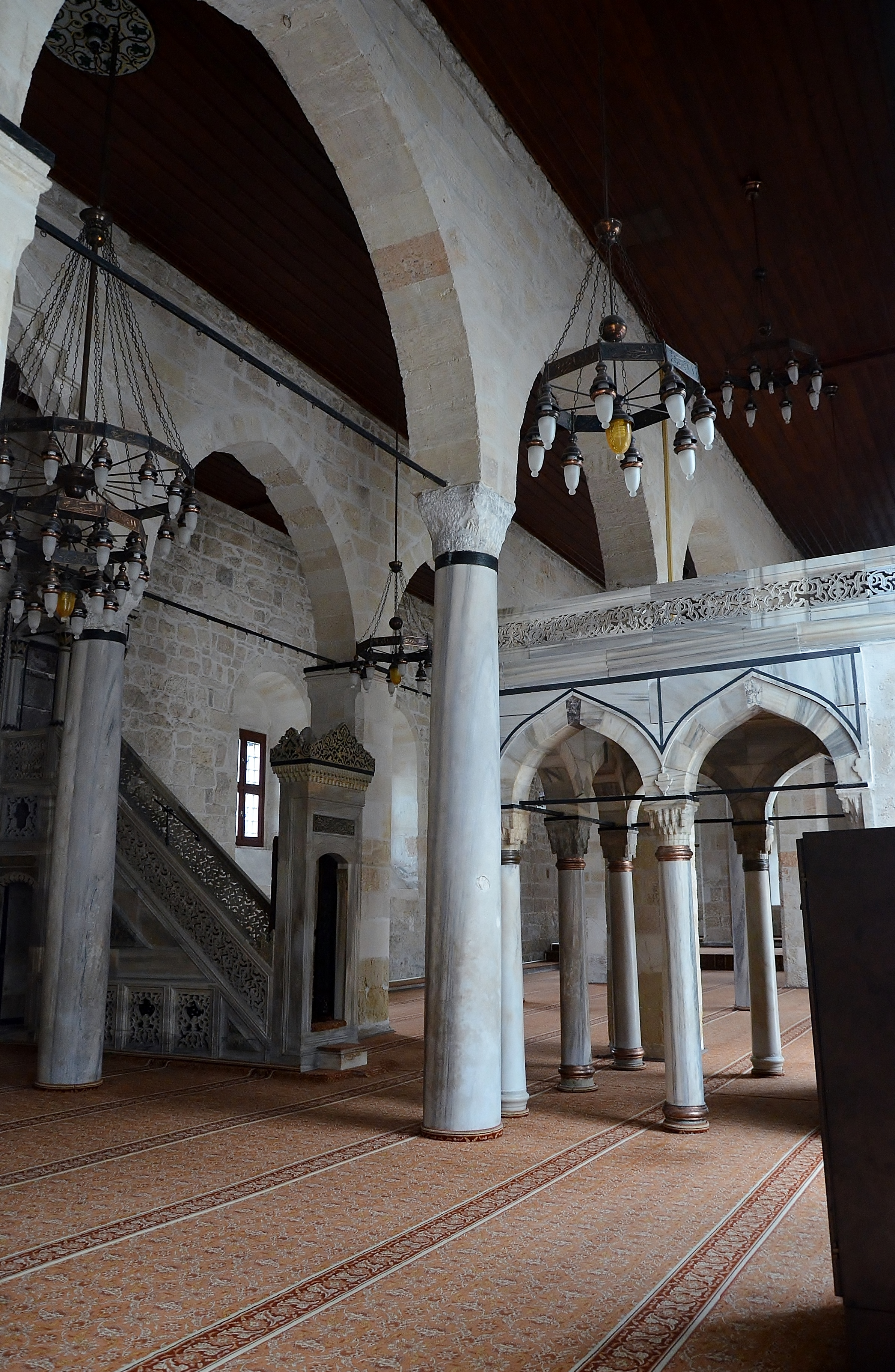
Interior de la Gran Mesquita de Tars

## Història
La mesquita fou aixecada el 1579 durant l'Imperi Otomà. El comissionat de la mesquita fou Ibrahim, de la dinastia ramànida, una dinastia Oghuz que governà l'àrea abans del 1517 i va continuar com a vassall de l'Imperi otomà durant la resta del segle xvi. Segons la placa d'informació de la mesquita, però, hi havia una mesquita més antiga al lloc d'aquesta, que es va construir durant el govern abbàssida (àrab) en el segle nové. Després que Tars fos reconquistada per l'Imperi Romà d'Orient, l'antiga mesquita es va transformar en una església. Però en el segle xiv, Ramazanoğullari va capturar Tars i el 1579 se'n va reconstruir la mesquita.

## Detalls tècnics

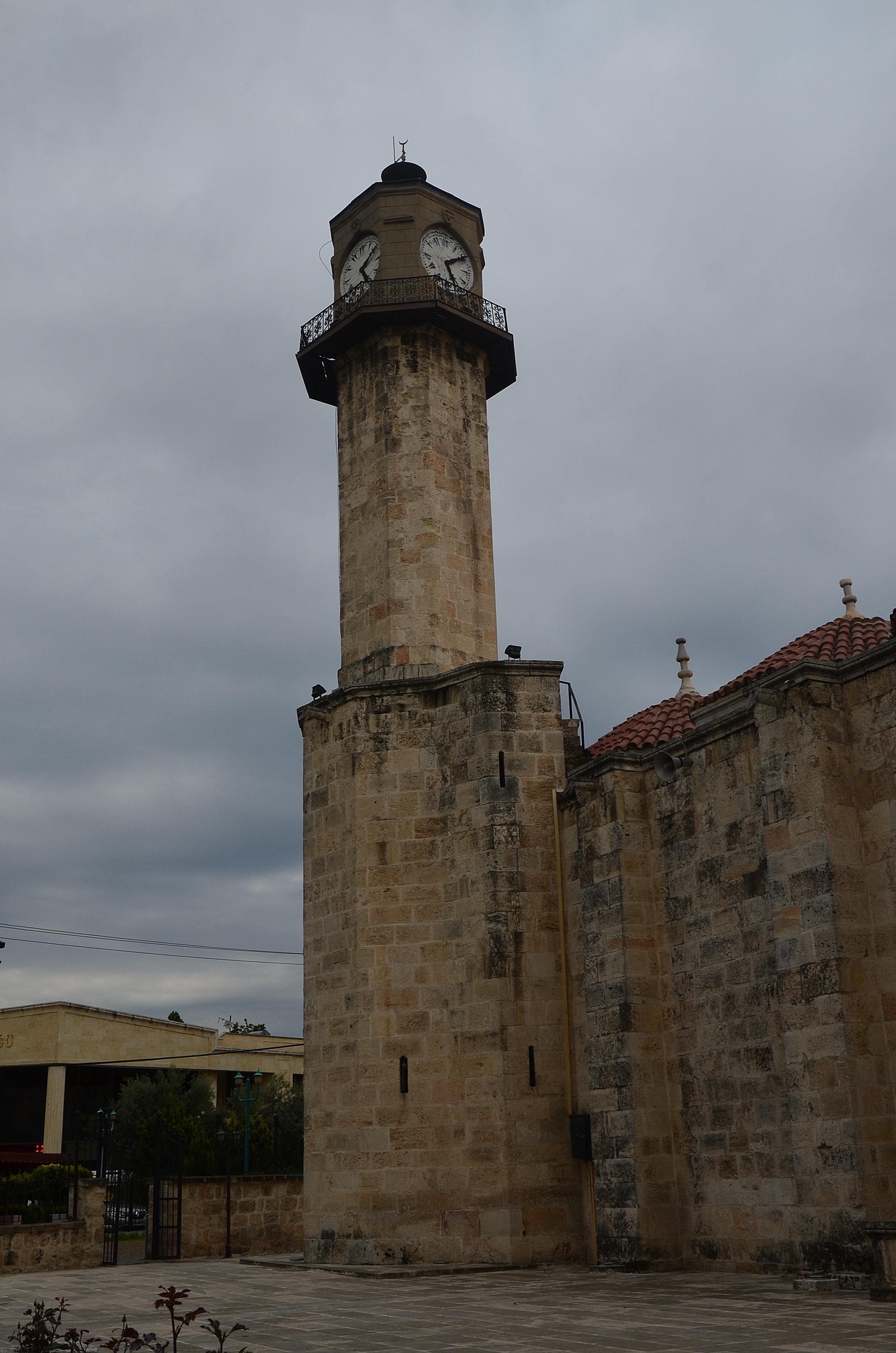
Torre del rellotge de la Gran Mesquita de Tars

L'entrada al pati de la mesquita es fa per una porta de marbre monumental que se'n troba a la façana nord. El nàrtex amb 14 columnes, que suporta 16 cúpules, s'ha decorat amb taulells. El material de construcció del cos principal és pedra tallada. Les columnes en aquest edifici principal s'han connectat amb un arc de mig punt anomenat Arc de l'Iran. El púlpit i el nínxol (dirigit a la Meca) són de marbre.

## Les tombes
A l'est de la mesquita hi ha les tombes d'Al-Ma'mun (el califa abbàssida), Danyal (Daniel, no és un profeta de la tradició islàmica, però encara se'l considera un sant) i Seth, que es creu que és fill d'Adam.